# Bessie Coleman
Elizabeth "Bessie" Coleman (Atlanta, 26 de janeiro de 1892 – Jacksonville 30 de abril de 1926) foi uma aviadora civil estadunidense e primeira mulher afroamericana a tornar-se piloto nos Estados Unidos. Foi também a primeira mulher de ascendência africana a conseguir licença como piloto internacional.

## Biografia
Coleman nasceu em 26 de janeiro de 1892, em Atlanta, no Texas, filha de George e Susan Coleman, ambos lavradores. Ela era a décima terceira criança do casal. Seu pai era parte Cherokee ou Chocktaw, parte negro, e sua mãe, uma descendente de africanos, nunca aprendeu a ler ou escrever. Contudo, esta sempre encorajou seus filhos a estudar, normalmente emprestando livros de uma biblioteca itinerante, montada sobre um vagão, que passava por sua cidade duas vezes por ano.
Quando Bessie tinha 2 anos, a família se mudou para Waxahachie, no Texas, onde morou até os 23. Entrou para a escola de Waxahachie com 6 anos, uma escola segregada, sendo obrigada a andar mais de 6 quilômetros ao dia para poder estudar. Era uma escola com apenas uma sala de aula, mas Bessie adorava ler e escrever, sendo uma ótima aluna em matemática. Bessie fez todas as séries do fundamental nesta escola. Todos os anos, a rotina de Bessie na escola e na igreja era interrompida para a colheita de algodão.
Em 1901, George Coleman deixou a família, retornando para Oklahoma, conhecido território indígena na época, em busca de melhores oportunidades. Mas a família não o seguiu. Aos 12 anos, Bessie foi aceita com uma bolsa de estudos na Escola Missionária da Igreja Batista. Aos 18 anos, Bessie tinha o dinheiro necessário para entrar na hoje conhecida Universidade Langston, em Langston, Oklahoma. Ela estudou apenas um semestre, até o dinheiro acabar e então voltou para casa.

## Carreira

### Chicago
Aos 23 anos, em 1916, Bessie se mudou para Chicago, Illinois, onde morou com seus irmãos. Trabalhou como manicure em uma barbearia, onde ouvia histórias sobre pilotos e seus perigosos voos durante a Primeira Guerra Mundial. Para juntar dinheiro para a escola de aviação, Bessie conseguiu um segundo emprego, em um restaurante. Infelizmente, escolas de aviação não recebiam alunas, muito menos alunos negros. Robert S. Abbott, fundador e editor do jornal Chicago Defender, a encorajou a se matricular e o banqueiro Jesse Binga lhe forneceu ajuda financeira.

### França

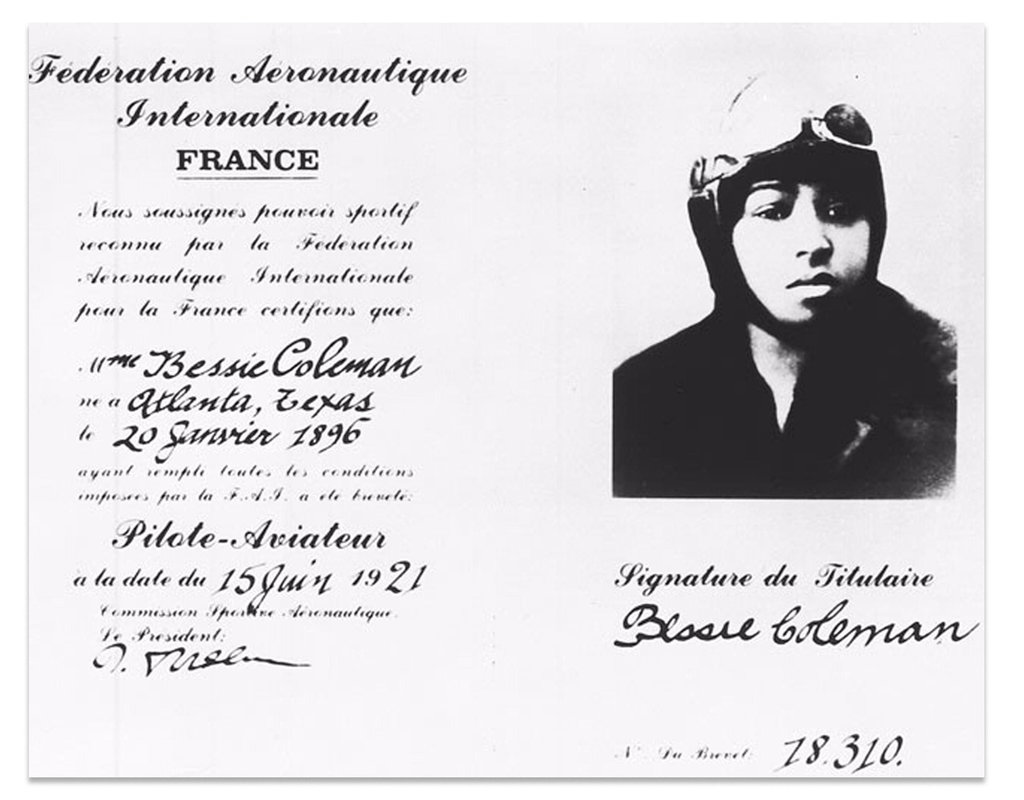
Licença de piloto de Bessie Coleman

Sabendo que nos Estados Unidos ela não teria chances de estudar, Bessie começou a estudar francês e então viajou para Paris em 20 de novembro de 1920, para obter sua licença. Bessie aprendeu a voar em um biplano, um Nieuport 82. Em 15 de junho de 1921, Bessie Coleman se tornou a primeira mulher com ascendência africana e indígena a obter uma licença de piloto, bem como uma licença internacional de aviação pela Federação Aeronáutica Internacional. Determinada a aprimorar ainda mais suas habilidades, Bessie passou os dois meses seguintes a ter aulas com um famoso piloto francês e em setembro de 1921, Bessie viajou para Nova York, onde tornou-se um sucesso imediato.

### Shows aéreos
| “ | Eu sabia que não tínhamos aviadores, nem homens nem mulheres, e sabia que os negros precisavam ser representados ao longo desta linha tão importante, então pensei que era meu dever arriscar minha vida para aprender aviação. | ” |

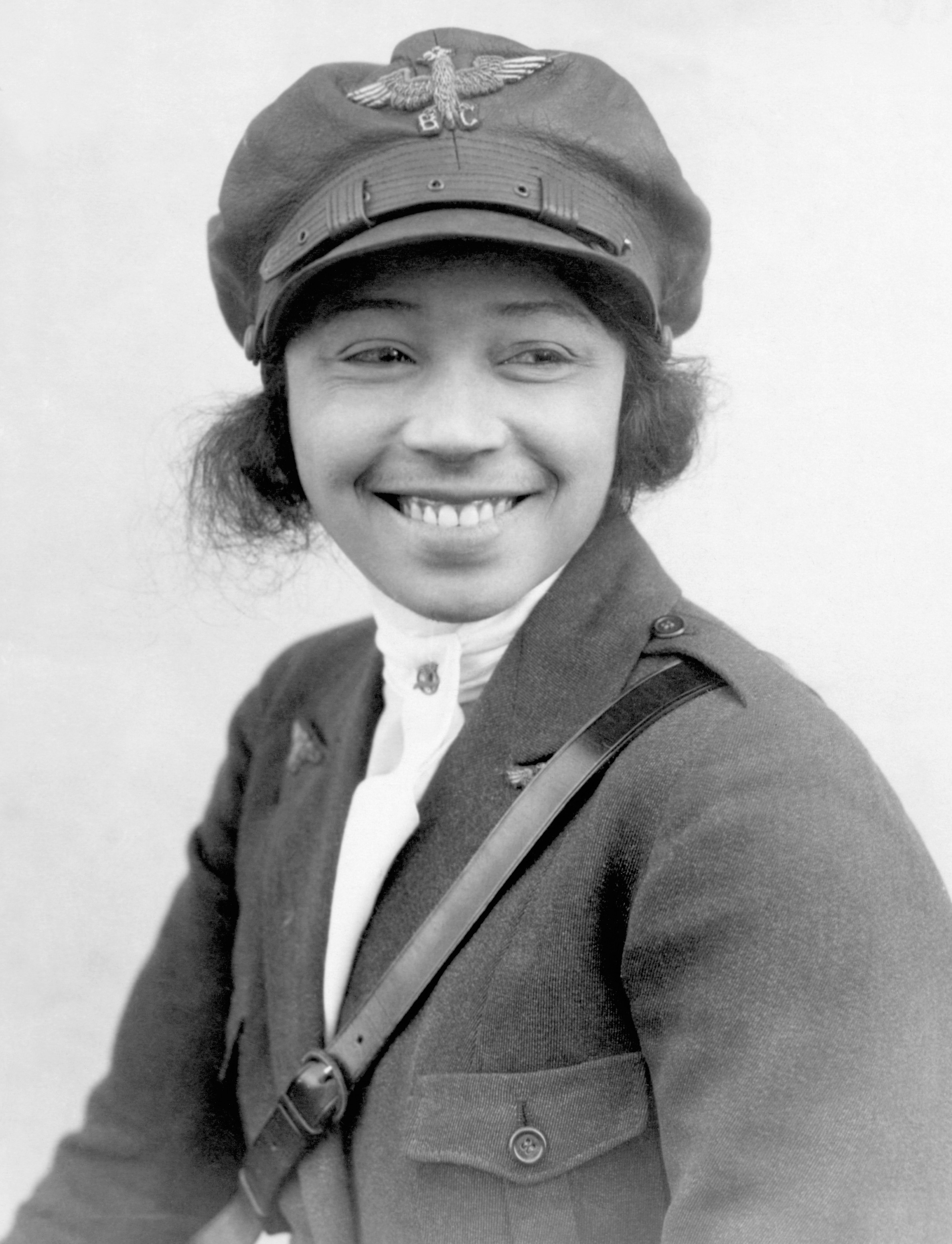
Bessie Coleman, 1923

Com a era da aviação comercial ainda a uma década de distância, Bessie percebeu rapidamente que para ganhar a vida como piloto civil era teria que participar de arriscados shows aéreos, com público pagante. Esta era uma arena altamente competitiva, portanto ela precisaria de aulas avançadas de pilotagem e um grande repertório de manobras. Em Chicago, ninguém estava disposto a ensiná-la, então em 1922, ela voltou para a Europa, completando um curso avançado de dois meses na França, partindo em seguida para a Holanda, onde encontrou-se com Anthony Fokker, um dos maiores engenheiros aeronáuticos do mundo. Bessie esteve na Alemanha, onde visitou a Corporação Fokker, recebendo treinamento adicional com um dos pilotos da empresa. Em seguida, Bessie retornou ao Estados Unidos para uma exposição.
"Rainha Bess", como ficou conhecida, tornou-se bastante popular nos 5 anos seguintes. Convidada para os eventos mais importantes e para entrevistas em jornais, era admirada especialmente pela comunidade negra, mas também por brancos. Voava principalmente em biplanos e em qualquer aeronave que sobrou da frota no pós-guerra. Sua primeira aparição em um show aéreo foi em 3 de setembro de 1922, em um evento honrando os veteranos do 369º Regimento de Infantaria, da Segunda Guerra Mundial. No campo Curtis, em Nova York, patrocinado por seu amigo Abbot, do Chicago Defenedr, ela foi nomeada a "maior aviadora do mundo".
Como aviadora profissional, Bessie foi duramente criticada pela imprensa, que a creditava por "sua natureza oportunista" e pelo estilo extravagante que trouxe para seus shows aéreos. Ela rapidamente, porém ganhou reputação como pilota altamente qualificada e muito ousada, sempre disposta a completar as mais difíceis acrobacias, tanto que ela chegou a quebrar a perna e três costelas quando seu avião sofreu uma pane e caiu em 22 de fevereiro de 1923.
Em Orlando, na Flórida, em 1920, em uma turnê, Bessie conhecei o reverendo Hezakiah Hill e sua esposa Viola, ativistas que a convidaram para ficar com eles no presbitério da Igreja Batista Missionária do Monte Zion na Rua Washington, no bairro de Parramore. O casal, que a tratava como uma filha, a persuadiu a ficar e Bessie abriu um salão de beleza em Orlando para ajudá-la a conseguir dinheiro para comprar seu próprio avião.
Por seus contatos na mídia, lhe foi oferecido um papel no filme Shadow and Sunshine, que seria financiado pela African American Seminole Film Producing Company. Bessie ficou animada, esperando que a publicidade gerada ajudasse a alavancar sua carreira e lhe dar o dinheiro necessário para abrir uma escola de aviação. Mas ao saber que a primeira cena do filme exigia que ela aparecesse em roupas esfarrapadas, com uma bengala e um saco nas costas, ela se recusou a prosseguir as gravações. A cena feria seus princípios e seu orgulho e Bessie não queria ser classificada como uma oportunista, não querendo também perpetuar os estereótipos sobre os negros.
Bessie não viveria o suficiente para poder abrir suas escola para jovens negros, mas suas conquistas serviram de inspiração para toda uma geração de jovens negros e mulheres.

## Morte

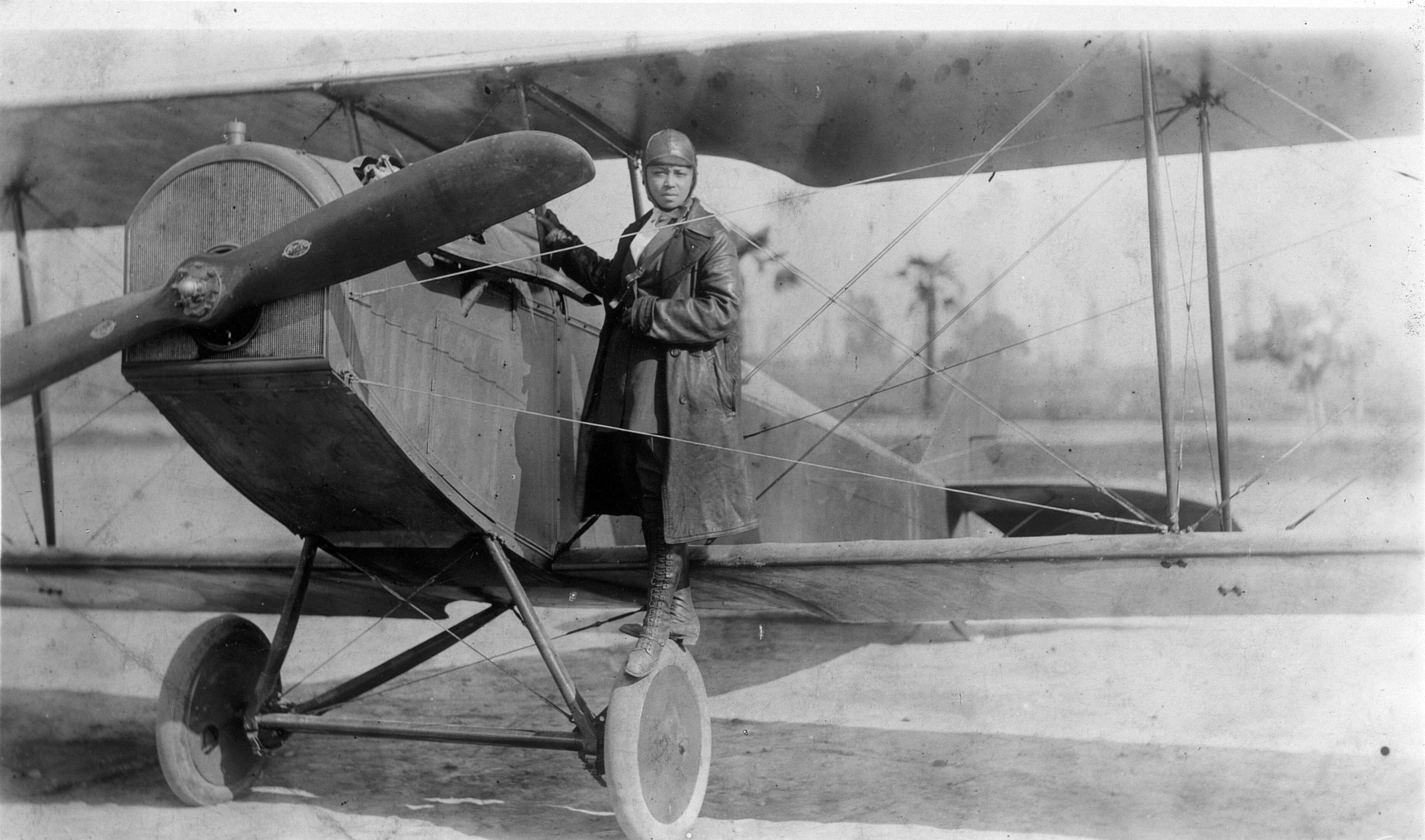
Bessie Coleman e seu avião (1922)

Em 30 de abril de 1926, Bessie estava em Jacksonville, Flórida. Finalmente, tinha conseguido adquirir um avião Curtiss JN-4, em Dallas. Seu mecânico e agente de publicidade, William D. Wills, voaram com o biplano, vindos de Dallas, em preparação para o show aéreo, mas tiveram que fazer três pousos de emergência na rota devido à má manutenção da aeronave.
Sabendo disso, seus amigos e familiares consideravam que o biplano fosse inseguro para voar e praticamente imploraram para que Bessie não voasse nele. Ao decolarem, Wills pilotava, enquanto Bessie estava no outro banco, sem cinto de segurança, pois ela planejava saltar de paraquedas no dia seguinte, e queria ter uma ideia do terreno na superfície a partir do cockpit. Contudo, após dez minutos de voo, o biplano inesperadamente entrou em mergulho e em parafuso. Bessie foi arremessada do avião, a partir de 600 metros de altura, e morreu instantaneamente ao atingir o solo. William Wills não conseguiu reaver o controle do biplano e se chocou contra o solo. Wills morreu devido ao impacto e ao fogo resultante da explosão do Curtiss JN-4.
Apesar do fogo, os destroços conservaram boa parte do motor e do manche; foi descoberto mais tarde que uma chave usada para consertar o motor havia sido esquecida entre as peças da aeronave e tinha travado os controles. Bessie Coleman tinha 34 anos ao morrer.